# Little Joe 1B
Little Joe 1B (LJ-1B) est une mission « semi-habitée » du programme Mercury.
Réalisée le 21 janvier 1960, comme la mission précédente, un macaque rhésus y est placée : Miss Sam — acronyme de la School of Aviation Medicine de San Antonio. La mission a pour but de tester la tour de sauvetage et n'atteint pas l'espace. 

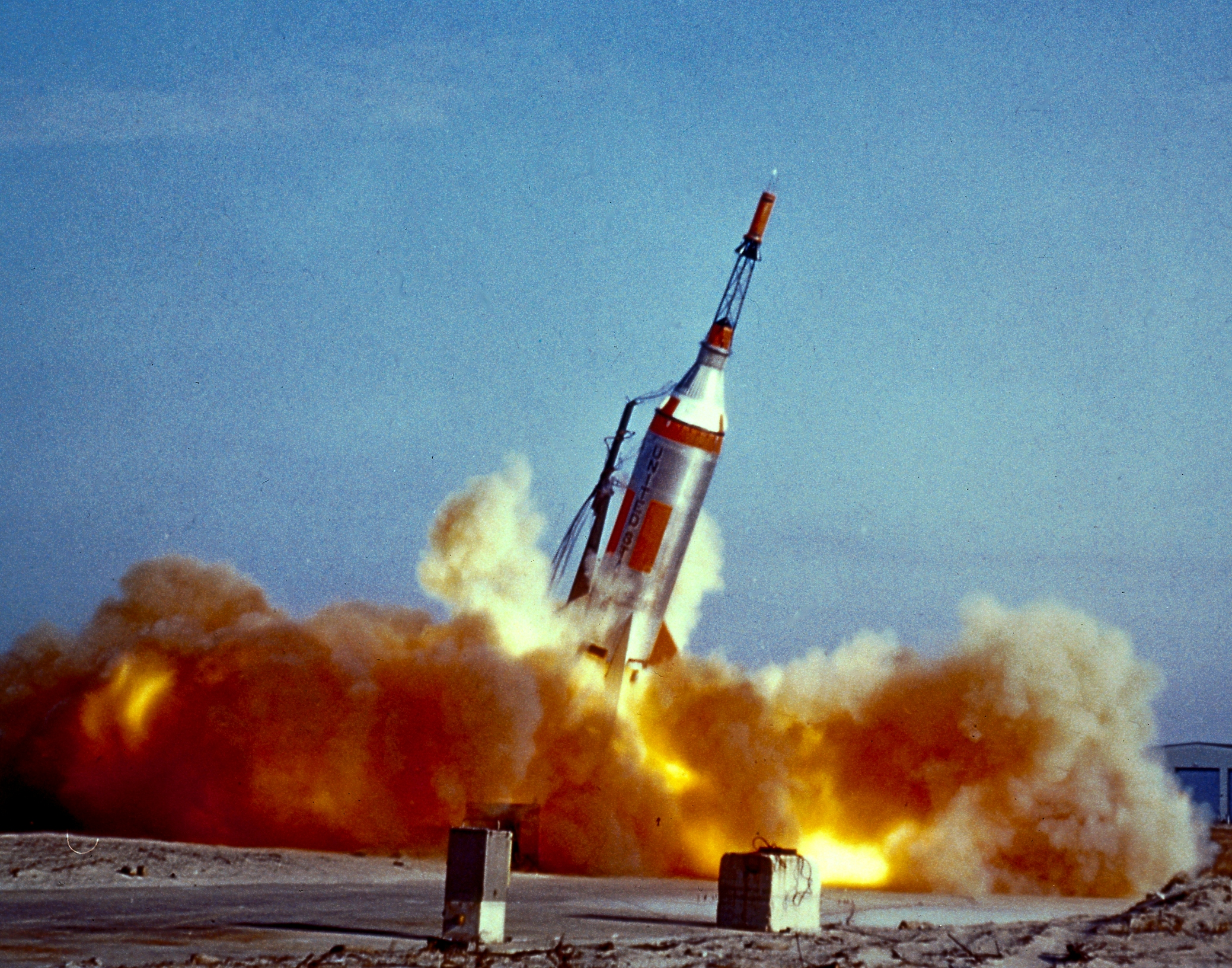
Little Joe 1B.